# Kiss Miklós (designer)
Kiss Miklós (Dunaújváros, 1981. szeptember 19. –) designer és képzőművész. Jelenleg az építészet, design, tipográfia és képzőművészet területén alkot. Munkáinak kivitelezését kimagasló esztétikai minőség és erős művészi megközelítés jellemzi. Képzőművészeti munkái legalább annyira meghatározzák munkásságát, mint egyéni felfogású tipográfiái és arculattervei.

## Korai évek
A Képző- és Iparművészeti Szakközépiskola után diplomáját a Magyar Képzőművészeti Egyetemen szerezte ahol 2000 és 2006 között grafikát és festészetet tanult. Ezalatt részt vett csoportos kiállításokon a Műcsarnokban, a Ludwig Múzeumban és a Dunaújvárosi Kortárs Művészeti Intézetben. Az egyetem után meghívták az Essl Award kiállításra, a bécsi Essl Kortárs Művészeti Múzeumba, ahol különdíjban részesült.

## Design
2009-ben elkészítette a budapesti Liszt Ferenc Nemzetközi Repülőtér utas információs rendszerének grafikai terveit. 2011-ben az Iparművészeti Múzeum megvásárolta újrahasznosított gumiabroncsokból készült bútorkollekcióját. 2012 és 2014 között számos limitált palack designt és installációt tervezett a Heineken számára. Számos projektben komplex, a tervezés minden aspektusát felölelő tervet készít a grafikától, a webdizájnon át a csomagoláson keresztül a belsőépítészetig. Tipográfiáiban, logó terveiben egyedülálló és karakteres stílusa alakult ki, amelynek vonzerejét sokszor a ligatúrákkal és a betűkkel való játék adja. Olyan márkák vizuális megjelenését alkotta meg, mint Minya Viktória  parfümmárkája, a Viktoria Minya, Juiceline, Roastopus kávépörkölő műhely, Design Terminal, Budapest Central European Fashion Week, Retail Design Blog, Local's Lore, Dekoratio Branding and Design Studio, Pastor borászat, Günzer Tamás borászat, stb. Számos vendéglátóhely megjelenése is az ő nevéhez köthető, mint a Trafiq, Casca csokoládébolt, Gard'Ann cukrászda (Kaposvár), Alchemy bar (Málta), CAT Club (Budapest), +52 (Etyek).  
2019-ben az Archikon építészstúdióval együttműködésben impozáns belső teret tervezett a Millennium Háza étterméhez. Ugyanebben az évben közös kollaborációja volt a New York-i Lincoln Centerrel, és a budapesti Four Seasons Hotellel. 2016 és 2019 között Kaposvár város arculatának kialakításán dolgozott. Több figyelemre méltó koncepció tervet készített, mint a Guggenheim Múzeumok, New York magazin és Daily Mail magazin arculatának újragondolása. Grafikai, tipográfiai és belsőépítészeti munkái számos ismert nemzetközi kiadványban és online felületen jelent meg. 

## Képzőművészet

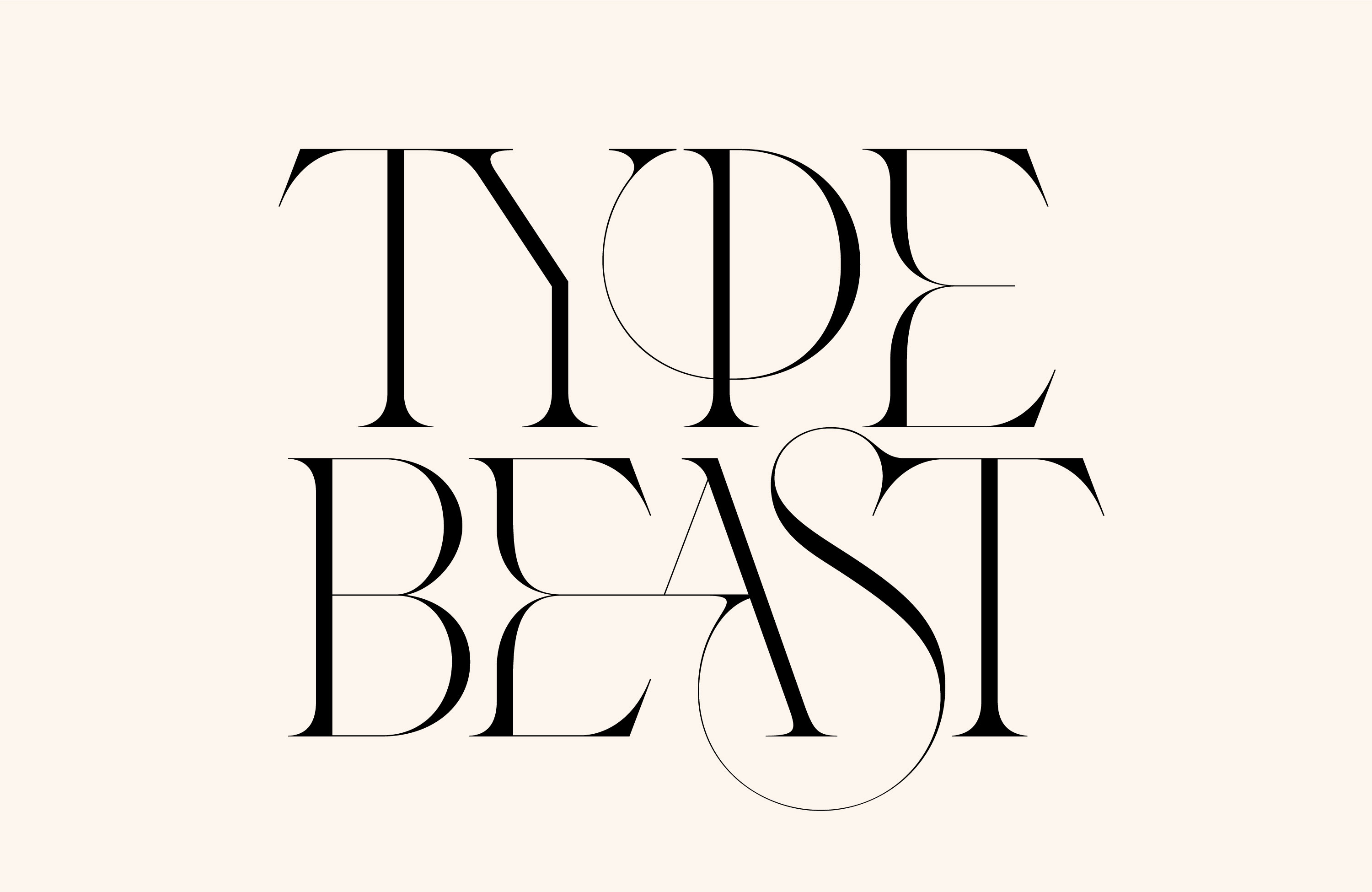
tipográfia

Kiss Miklós alkotásainak többsége a művészet és a design közötti határokat feszegeti. Művészetének központi témája a klasszikus képzőművészet és a design közötti határ összemosása. Goldenroach névre hallgató gerillaakciójával 2011 óta csempészi 14 karátos aranyozott csótányait a világ legismertebb múzeumaiba, galériáiba és kiállítótereibe (Tate Modern, Tate Britain, Brit Múzeum, Saatschi Galéria, MUMOK, Hamburger Bahnhof, Pompidou Központ , Louvre, MAXXI, Vatikáni Múzeumok, MOMA és a Velencei Biennálé). 2014-ben önálló kiállítása nyílt a budapesti Műcsarnokban Goldenroach Unlimited címmel, ahol 12.000 darab aranyozott műanyag csótány közé rejtett egy 14 karátos aranycsótányt. Számos installációt állított ki 2016-ban és 2017-ben. 2019-ben Ball.Room. installációját meghívták a Gwangju Design Biennale főpavilonjába. Első nemzetközi egyéni kiállítása 2020 januárjában nyílt meg a Lotte Gallery-ben Incshonban, Dél-Koreában.

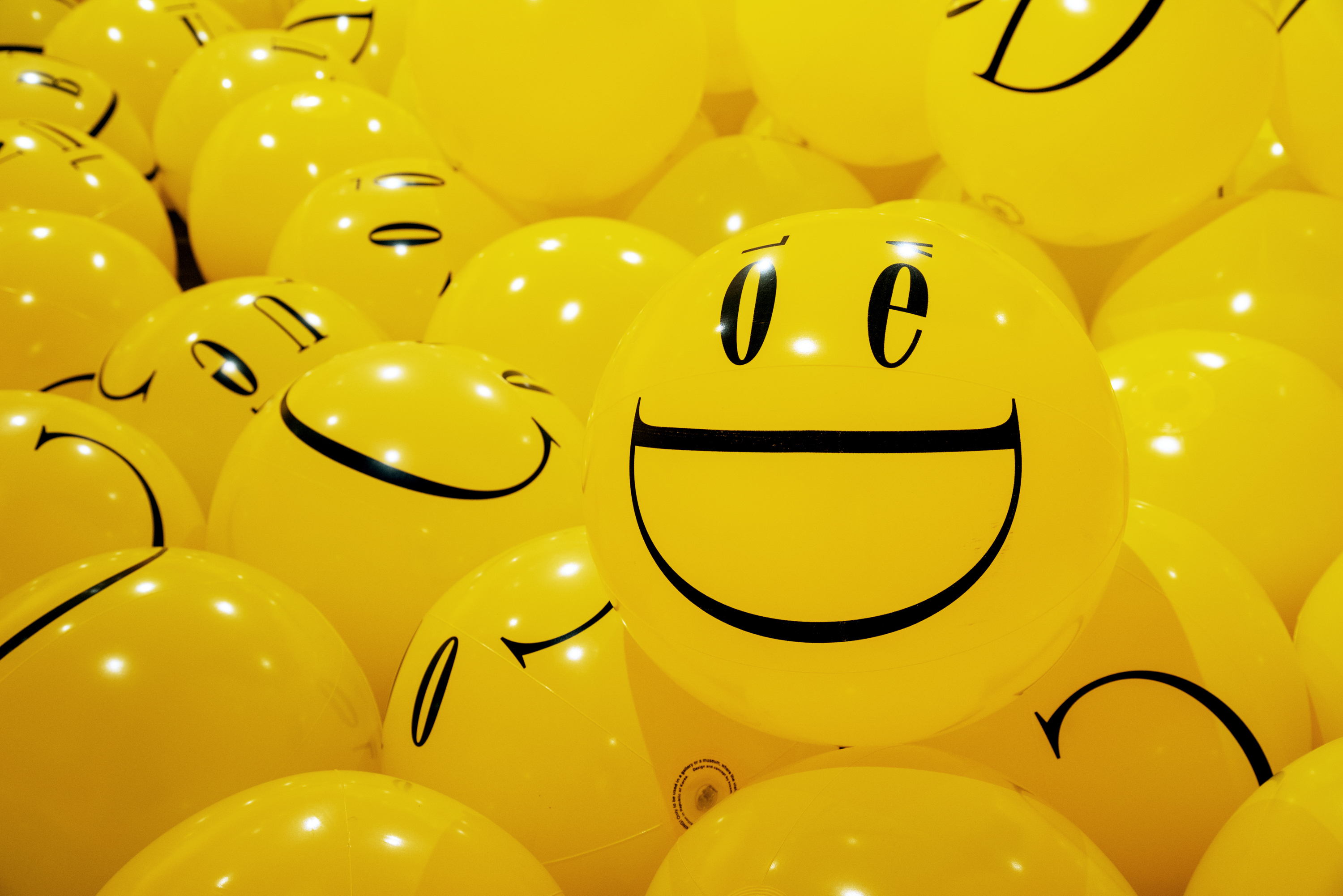
emograms with love kiállítás 2020

## Magánélet
2018 óta házas, felesége Cseh Eszter Sára fotográfus. A lánykérés a Goldenroach művészeti akció keretében történt a New York-i MoMa-ban. 

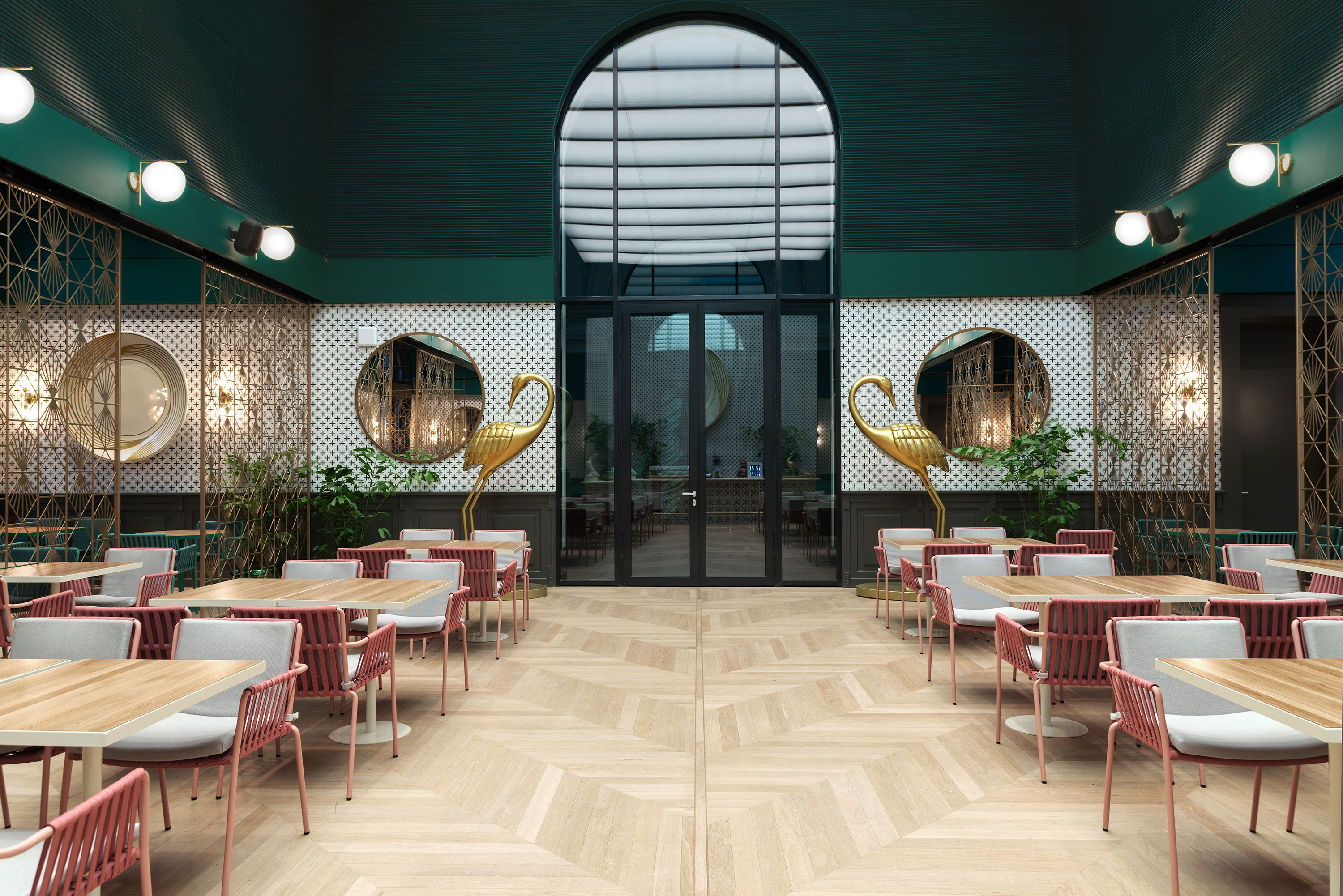
Millennium Háza étterem belsőépítészet

## Kiállítások
- (2020) Emograms with Love, egyéni kiállítás, Incshon, Dél-Korea
- (2019) Ball.Room. installáció, Gwangju Design Biennale Főpavilon, Dél-Korea
- (2017) Just Decoration Tag Cloud, installáció, Mom Park, Budapest
- (2016) Myself, interaktív installáció, Budapest
- (2016) Ball.Room, installáció, Design Terminal, Budapest
- (2014) Goldenroach Unlimited, egyéni kiállítás, Mücsarnok, Budapest

## Könyv- és magazin megjelenések
- BranD Magazine, Issue 47 – Look Forward
- Novum, World of Graphic Design (04/19), Stiebner Verlag GmbH, D-80636 München
- Flora&Fauna, Viction:workshop Ltd., Hong Kong
- Los Logos 8, Gestalten, Berlin
- Branding & Spaces Design, Instituto Monsa de Ediciones, Barcelona
- Bon Appétit / Complete Branding for Restaurants, Cafés and Bakeries / Sendpoints Publishing Co., Ltd. Guangzhou, China
- Eat and Stay, Sandu Publishing Co., Ltd., Guangzhou, China
- BOB / International Magazine of Space Design / 132 / A&C Publiching Co., Ltd., Seoul
- BOB / International Magazine of Space Design / 127 / A&C Publiching Co., Ltd., Seoul
- AIT / Architektur, Innenarchitektur, Technisher Ausbau / 3.2015 / Verlagsanstalt Alexander Koch GmbH, Leinfelden-Echterdingen
- Los Logos 7, Gestalten, Berlin
- Computer Arts, Issue #221 (December 2013), Future Publiching Ltd., Bath
- How to use type, Laurence King Publishing Ltd., London
- Novum – World of Graphic Design (01/13), Stiebner Verlag GmbH, D-80636 München
- Computer Arts Collection Volume 1 Part 4: Branding by Franklin Till, Future Publishing Ltd., Bath, UK
- Los Logos 6, Gestalten, Berlin
- Communication Arts, Volume 54, Number 3, Coyne & Blanchard, Inc., California
- Introducing: Visual Identities for Small Business, Gestalten, Berlin

## Külső hivatkozások
- http://kissmiklos.com
- https://www.behance.net/KissMiklos
- https://www.instagram.com/kissmiklos/
- https://epiteszforum.hu/az-egysegnek-ala-tudok-vetni-mindent-kiss-miklos
- https://roadster.hu/kiss-miklos-dizajner/
- https://www.octogon.hu/design/kiss-miklos-kiallitasara-rakattantak-del-koreaban/
- https://www.octogon.hu/design/uj-szintre-lepett-a-city-branding-magyarorszagon/
- https://kultura.hu/kiss-miklos-kaposvar-varosarculat/
- https://colorcam.blog.hu/2016/01/27/_mindent_egy_koncepcio_kore_epitek_interju_kiss_miklos_dizajner_es_kepzomuvesszel